# Imposto sobre Serviços de Qualquer Natureza
O Imposto Sobre Serviços de Qualquer Natureza (ISS ou ISSQN) é um imposto previsto no art. 156 da Constituição da República Federativa do Brasil. É um imposto brasileiro municipal, ou seja, somente os municípios têm competência para instituí-lo (Art.156, III, da Constituição Federal). A única exceção é o Distrito Federal, unidade da federação que tem o poder de criar e regulamentar tanto os impostos Estaduais, quanto os Municipais. É regulado pela Lei Complementar nº 116 no âmbito nacional e pelas Leis Complementares de cada município, as quais instituem o imposto e delimitam suas regras.

## O ISSQN e a Reforma Tributária
É um dos impostos ameaçados de extinção pelas diversas propostas de reformas tributárias, com a tentativa de implementação do IBS (Imposto de Bens e Serviços) aos moldes do IVA (Imposto de Valor Agregado) utilizado na Europa, Argentina e Chile. No entanto, hoje, com o crescimento do setor de serviços é um dos tributos mais importantes para os municípios médios e grandes, o que causa um grande impasse político para sua extinção. 

## As diferenças entre ISSQN e ICMS
O ISS não incide sobre os serviços de telecomunicação, transporte interestadual e intermunicipal, os quais são sujeitos ao pagamento do ICMS. 

## Fato gerador
O ISS tem como fato gerador a prestação de serviço (por empresa ou profissional autônomo) de serviços descritos na lista de serviços da Lei Complementar nº 116 (de 31 de julho de 2016). Portanto, não basta ser serviço, é preciso que o mesmo esteja previsto em lei. A lista não é taxativa, podendo ser extensiva a outras situações semelhantes das descritas legalmente (RE 784.439, do Supremo Tribunal Federal). Alguns dos serviços mais importantes com incidência de ISS são
Construção Civil , inclusive modalidade em que o imposto é cobrado no local da prestação do serviço e cobrado de forma retida, com a responsabilidade de seu recolhimento recaindo sobre a pessoa física ou empresa que contratou o serviço (e não sobre o prestador do serviço)
1. Planos de Saúde;
2. Serviços Bancários : leasing, arrendamento mercantil, TED, DOC etc;
3. Serviços financeiros: corretagem de ações;
4. Turismo: Pacotes de Viagens, Hotéis, Motéis etc;
5. Entretenimento: Cinemas, Shows, Espetáculos Circences etc;

Serviços de diversão como espetáculos circences, shows artísticos, cinema, serviços de música ao vivo, dentre outros. 

## Sujeito ativo
É o município

## Sujeito passivo
Os contribuintes do imposto são as empresas ou profissionais autônomos que prestam o serviço tributável, mas pode ser atribuída a responsabilidade tributária ao tomador de serviços, que é a pessoa que contratou o serviço. 
A responsabilidade tributária é figura jurídica prevista no Código Tributário Nacional em que um terceiro, que não é o contribuinte, é obrigado ao pagamento do imposto.
Tal figura jurídica traz uma das exceções em que as pessoas imunes constitucionalmente (ex. igrejas) são obrigadas a pagar um imposto. Por exemplo, uma igreja é obrigada a fazer a retenção do ISSQN relativo à construção de seu templo. 

## Local de recolhimento
Como regra geral, o ISSQN é recolhido ao município em que se encontra a sede do estabelecimento prestador. No entanto a Lei Complementar nº116 estabelece importantes exceções, destacando-se as hipóteses em que o ISSQN é recolhido no local da prestação do serviço, como no caso da construção civil. 
A imposição de tal regra legal causou o efeito da criação de uma guerra fiscal entre as grandes metrópoles brasileiras e seus municípios satélites, com a redução agressiva das alíquotas para atrair as sedes das empresas. No entanto, o fisco das cidades maiores costuma reagir com virulência

## Alíquota
A alíquota utilizada é variável de um município para outro. A União, por meio da lei complementar citada, fixou alíquota máxima de 5% (cinco por cento) para todos os serviços.
A alíquota mínima é de 2% (dois por cento), conforme o artigo 88, do Ato das Disposições Constitucionais Transitórias, da Constituição Federal. 

## Base de cálculo
A base de cálculo é o preço do serviço prestado. Na base de cálculo do ISSQN computa-se o valor econômico das obrigações de dar e fazer do que foi avençado, inclusive:
- Reembolsos de despesas de qualquer natureza
- Todo material utilizado, exceto quando a lei prevê expressamente que os materiais serão cobrados pelo ICMS.

No caso da Construção Civil as leis de ISSQN prevêem presunções legais de divisão dos valores de mão de obra  e materiais. Já municípios maiores utilizam deduções detalhadas por pauta mínima fiscal. 

## Função constitucional e incentivos fiscais
A função do ISSQN é predominantemente fiscal. Mesmo não tendo alíquota uniforme, não podemos afirmar que se trata de um imposto seletivo. No entanto ele possui um papel crucial na atração de empresas via guerra fiscal, especialmente para municípios médios e pequenos próximos as grandes capitais do Brasil. 

## Situações de complexa incidência
O ISSQN é um imposto com meandros legais de complexa interpretação. Dentre os vários destacam-se:
- O ISS não incide sobre locação de bens móveis, na hipótese em que há cessão do bem sem operador conforme jurisprudência do STF. (RE 116.121, Rel. Min. Marco Aurélio). Portanto, na locação de um guindaste com operador o ISSQN será incidente. Já na locação de uma caçamba não há incidência.
- O ISS incide em serviços gráficos, exceto no caso em que o serviço prestado agregar valor ao produto para uma posterior etapa de industrialização, situação na qual incidirá o ICMS
- O ISS incide na maioria dos serviços bancários previsto na conta 7 do COSIF.
- O ISS incide na prestação de serviços de profissionais liberais, como advogados